# Ярач (Великопольское воеводство)
Я́рач (пол. Jaracz) — село в Польше в гмине Рогозьно Оборницкого повета Великопольского воеводства.

## География
Село находится в 10 км от административного центра гмины города Рогозьно, в 8 км от административного центра повета города Оборники и в 34 км от города Познань. Возле села протекает река Ргилевка.

## История
С 1975 по 1998 год село входило в Пильское воеводство.

## Достопримечательности
- Музей мукомольной и водной техники